# Sphaerothylax abyssinica
Sphaerothylax abyssinica là một loài thực vật có hoa trong họ Podostemaceae. Loài này được (Wedd.) Warm. miêu tả khoa học đầu tiên năm 1891.